# Институт по механика
Институтът по механика на Българската академия на науките е водещо научно учреждение в България, занимаващо се с фундаментални научни изследвания в областта на механиката.
Създаден е през 1972 на базата на Института по техническа механика (1962 г.).
В научните звена на Института се разработват всички направления на механиката: механика на дискретни системи, механика на твърдото деформируемо тяло, механика на флуиди, биомеханика и др.